# Paul Gonzales
Paul Gonzales, född den 18 april 1964 i Los Angeles, USA, är en amerikansk boxare som tog OS-brons i Lätt flugviktsboxning 1984 i Los Angeles. I finalen vann Gonzales mot italienske Salvatore Todisco genom walk over.